# Prionodera
Prionodera là một chi bọ cánh cứng trong họ Chrysomelidae.
Chi này được miêu tả khoa học năm 1837 bởi Chevrolat.

## Các loài
Các loài trong chi này gồm:
- Prionodera adiastola Flowers, 2004
- Prionodera arimanes Flowers, 2004
- Prionodera dichroma Flowers, 2004
- Prionodera esmeralda Flowers, 2004
- Prionodera furcada Flowers, 2004
- Prionodera gaiophanes Flowers, 2004
- Prionodera nila Flowers, 2004